# Окан Ялабик
Окан Ялабик (тур. Okan Yalabık; 13 грудня 1978) — турецький актор. Відомий за роллю Ібрагіма-паші в телесеріалі «Величне століття. Роксолана».

## Біографія
Народився 13 грудня 1978 року в Стамбулі. У його батьків вже був старший син Озан.
У 2004 році сім'я переїхала на проживання до міста Айвалик. Ще з шкільних років Окан полюбив професію кіноактора. Тоді ж він почав готуватися до цієї долі, а після школи став студентом Стамбульського університету. В університеті серед викладачів було багато професійних і талановитих акторів, серед яких і Їлдиз Кентер. Ще в університетські роки почав зніматись у телесеріалах, оскільки йому завжди подобалося телебачення. Найпопулярніші з його перших робіт — «Hatirla Sevgili» і «Serseri».
Успіх прийшов після виходу на екрани телесеріалу «Величне століття. Роксолана», де Окан зіграв роль Паргали Ібрагіма-паші.
Також він грає в деяких стамбульських театрах. Крім цього, він часто дублює іноземні фільми. Його голосом озвучені деякі герої мультфільмів «Панда Кунг-Фу» та «Панда Кунг-Фу 2», багато телевізійних рекламних роликів та ігор.

## Особисте життя
Окан був одружений з акторкою Ханде Сорал, проте їм довелося розлучитися.

## Уподобання
Любить грати на флейті та гітарі.

## Фільмографія
- 2021 — Дилема Азіза / Azizler - Доктор
- 2019 — Fish Cracker
- 2019 — Хекімоглу / Hekimoglu - Орхан
- 2018 — Bagcik
- 2018 — Захисник / The Protector - Faysal Erdem
- 2017 — Невинний / Masum - Tarik
- 2016 — Ти моя Батьківщина / Vatanim Sensin - Charles Hamilton
- 2016 — Седдулбахір 32 години / Seddülbahir 32 Saat - Cevat Pasa
- 2016 — Материнська рана / Annemin Yarasi - Mirsad
- 2016 — Anadolu masallari
- 2016 — Поганий кіт Шерафеттин / Kötü Kedi Serafettin
- 2016 — Камера обскура / Tereddüt - Umut
- 2015 — Мами та Матері / Analar ve Anneler - Ayhan
- 2011 — Величне століття. Роксолана (серіал) / Muhtesem Yüzyil — Паргали Ібрагим-паша
- 2010 — Між двома послідовними / PesPese
- 2010 — Мисливський сезон / Av mevsimi — Хасан
- 2009 — Біль осені / Güz sancisi — Шуат
- 2007 — Блакитноокий гігант / Mavi gözlü dev
- 2006 — Примарний Джихан / Kabuslar evi — Hayal-i cihan — Джихан
- 2006 — Перше кохання / Ilk ask — Расім
- 2005 — Не буду працювати без тебе / Sensiz olmuyor — Кен
- 2005 — Що ви хочете? / Sen ne dilersen — Ставро
- 2004 — Магія / Büyü — Кеміль
- 2003 — Serseri (міні-серіал) / Serseri … — Йомер
- 2003 — Моя троянда / Gülüm
- 2002 — Zeybek atesi (міні-серіал) / Zeybek atesi — Керим
- 2002 — Легкі гроші / Kolay para — Гювен